# Edward Weston (chimico)
Edward Weston (Oswestry, 9 maggio 1850 – Montclair, 20 agosto 1936) è stato un chimico, ingegnere e imprenditore statunitense, rivale di Thomas Alva Edison.
Nato in Inghilterra, ma trasferitosi negli Stati Uniti, Weston viene ricordato per i suoi lavori sulla galvanostegia, sulle celle elettrochimiche (tra cui la pila Weston) e sulle misure elettriche. Fu inoltre un concorrente di Thomas Edison nello sviluppo dell'industria di generazione e distribuzione dell'energia elettrica.

## Biografia
Nato nel 1850 in una famiglia di commercianti, Weston studiò medicina, ma ben presto si appassionò alla chimica. Emigrò negli Stati Uniti dopo il diploma in medicina, nel 1870, e trovò lavoro nel settore della galvanostegia, dove si interessò di generazione di energia elettrica e inventò diversi generatori e dinamo.
Dopo alcuni anni fondò con altri soci la Weston Electric Light Company, a Newark, New Jersey, vincendo una gara per la fornitura per illuminare il ponte di Brooklyn. Fu membro fondatore del consiglio di amministrazione di quello che in seguito divenne il New Jersey Institute of Technology.
Fu presidente dell'American Institute of Electrical Engineers (Istituto Americano degli Ingegneri Elettrici) dal 1888.
Inventò due leghe metalliche, la costantana e la manganina, usate tutt'oggi per le misure elettriche. Sviluppò strumenti di misura della corrente elettrica e nel 1888 avviò la Weston Electrical Instrument Corporation, che divenne famosa nel mondo per i voltmetri, amperometri, contatori, misuratori di resistenza e frequenza, trasformatori e trasduttori.
Inventò un metodo per produrre magneti permanenti, un tachimetro magnetico e l'amperometro sul cruscotto delle Harley-Davidson.
Creò e brevettò la pila Weston nel 1893, una pila che genera un voltaggio molto stabile nel tempo, usata per la calibrazione in laboratorio dei voltmetri. Il coefficiente di temperatura è ridotto grazie all'introduzione di un meccanismo di non saturazione, divenuto lo standard moderno. Nel 1911, quando la pila Weston divenne lo standard internazionale per la forza elettromotrice, Weston rinunciò alle sue royalty di brevetto.
Nel 1936, Weston morì a Monclair nel New Jersey, avendo registrato 334 brevetti americani.

## Voci correlate

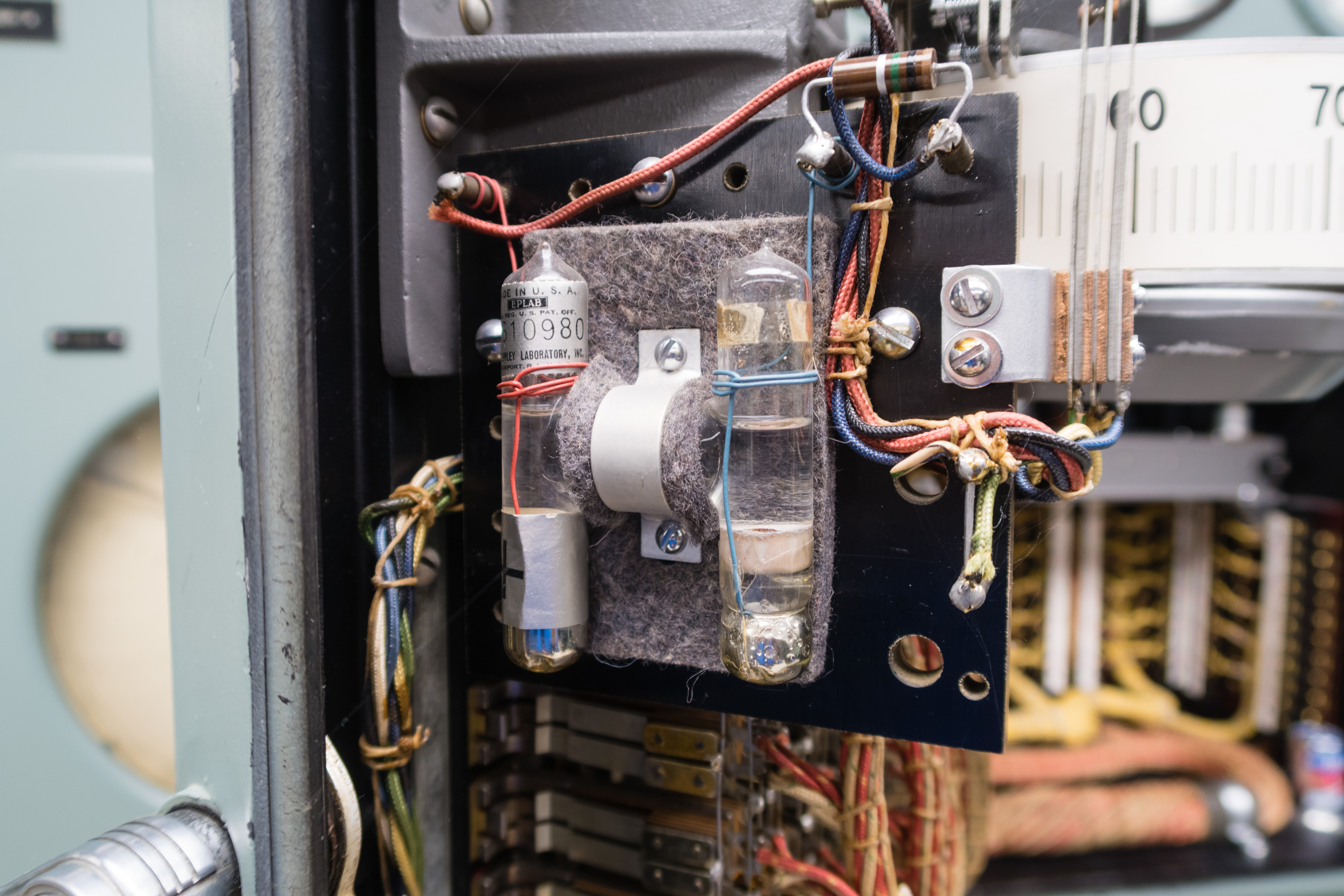
Pila Weston